# Kasteel Houska
Kasteel Houska (Tsjechisch: Hrad Houska en Duits: Hauska) is een vroeggotisch kasteel in de buurt van Blatce, ongeveer 47 km ten noorden van Praag in de Tsjechische Republiek. Het is een van de best bewaarde kastelen uit die periode. Bemerkenswaardige onderdelen zijn de overwegend gotische kapel, de groene kamer met laat-gotische schilderingen en de ridderzaal.  

## Geschiedenis
Het kasteel werd gebouwd in de eerste helft van de dertiende eeuw, waarschijnlijk in opdracht van Ottokar II van Bohemen, gedurende zijn regering (1253-1278) om te dienen als administratiecentrum van waaruit de uitgebreide koninklijke landgoederen konden worden beheerd. Later ging het over in handen van de aristocratie, waarbij het veelvuldig van hand naar hand ging. In de periode 1584-1590 werd het kasteel aangepast naar renaissance-maatstaven, waarbij geen van de versterkte aanblikken verloren ging. In de achttiende eeuw deed het dienst als edelmanswoning, en raakte vervolgens in verval, waarna het in 1823 gerestaureerd werd. In 1897 werd het gekocht door prinses Hohenlohe, en in 1924, ten tijde van de Eerste Tsjecho-Slowaakse Republiek, werd het gekocht door de president van Škoda, Josef Šimonek.

## Folklore
Kasteel Houska, en met name de kapel, is gebouwd boven een groot gat in de grond, dat een van de poorten van de Hel zou zijn, en dat zo diep is dat niemand de bodem kan zien. Half-dierlijke/half-menselijke wezens zouden eruit kruipen, en duistere gevleugelde figuren zouden eruit vliegen. 
Volgens de legendes werd kasteel Houska gebouwd zonder fortificaties naar buiten toe, zonder water en zonder keuken. Er waren geen belangrijke wegen, rivieren of bergpassen in de buurt die beschermd moesten worden, en geen bewoners toen het kasteel klaar was. Het kasteel zou niet als residentie of toevluchtsoord gebouwd zijn, maar enkel om het gat dat een poort naar de hel zou zijn af te dichten, en de demonen op te sluiten. De legende wil dat toen de constructie van het kasteel begon, ter dood veroordeelde gevangenen gratie zouden krijgen als ze zich aan een touw in het gat lieten zakken, en zouden melden wat ze zagen. Toen de eerste naar beneden gelaten werd, begon deze na een paar seconden te schreeuwen, en toen hij weer opgehaald werd zag hij eruit alsof hij dertig jaar ouder geworden was. Zijn huid was verrimpeld en zijn haar was volledig wit geworden.